# Unser Mund sei voll Lachens
Unser Mund sei voll Lachens (BWV 110) is een religieuze cantate gecomponeerd door Johann Sebastian Bach.

## Programma
De cantate is geschreven ter gelegenheid van eerste kerstdag, 25 december, 1725. Het libretto is mogelijk geschreven door Georg Christian Lehms, hofdichter uit Darmstadt, al is het ook mogelijk dat de teksten zijn geschreven door Christian Weiss sr., Picander of zelfs door Bach zelf.
De Bijbelteksten uit de cantate zijn afkomstig uit Psalm 126:2-3 (openingskoor), Jeremia 10:6 (recitatief 3) en uit Lucas 2:14 (duet 5). Deze cantate behoort tot de derde cantatejaargang. Zie ook de cantatekalender.

## Tekst
1. Koor: Unser Mund sei voll Lachens und unsre Zunge voll Rühmens. Denn der Herr hat Großes an uns getan.
2. Aria (tenor): Ihr Gedanken und ihr Sinnen, schwinget euch anitzt von hinnen, steiget schleunig himmelan und bedenkt, was Gott getan!    Er wird Mensch, und dies allein, daß wir Himmels Kinder sein.
3. Recitatief (bas): Dir, Herr, ist niemand gleich. Du bist groß und dein Name ist groß und kannsts mit der Tat beweisen.
4. Aria (alt): Ach Herr, was ist ein Menschenkind, daß du sein Heil so schmerzlich suchest? Ein Wurm, den du verfluchest, wenn Höll und Satan um ihn sind. Doch auch dein Sohn, den Seel und Geist aus Liebe seinen Erben heißt.
5. Aria (duet sopraan en tenor): Ehre sei Gott in der Höhe und Friede auf Erden und den Menschen ein Wohlgefallen!
6. Aria (bas): Wacht auf, ihr Adern und ihr Glieder, und singt dergleichen Freudenlieder, die unserm Gott gefällig sein. Und ihr, ihr andachtsvollen Saiten, sollt ihm ein solches Lob bereiten, dabei sich Herz und Geist erfreun.
7. Koraal (koor): Alleluja! Gelobt sei Gott, singen wir all aus unsers Herzens Grunde. Denn Gott hat heut gemacht solch Freud, die wir vergessen solln zu keiner Stunde.

## Muzikale bezetting
De cantate is geschreven voor de vier solostemmen sopraan, alt, tenor en bas en voltallig koor. Het orkest bestaat uit drie trompetten, pauk, twee dwarsfluiten, drie hobo's (ook wel hobo d'amore of hobo da caccia, twee violen en basso continuo (inclusief fagot).

## Toelichting
Het openingskoor is een bewerking van de Orkestsuite nr 4 in D (BWV 1069). Aan dit van oorsprong muzikale stuk heeft Bach de zangstemmen toegevoegd. Qua vorm is het openingskoor een Franse ouverture, bestaande uit een langzame inleiding dan een allegro in fuga-vorm en weer eindigend met een langzaam deel. Deze vorm paste Bach ook toe in de cantate Nun komm, der Heiden Heiland (BWV 61). De Franse Ouverture werd wel gespeeld op het moment dat een koning bij een voorstelling aankwam: door voor deze vorm te kiezen benadrukt Bach de komst van de "Koning der Koningen", Jezus.
Het slotkoraal is het vijfde en laatste couplet van het koraal Wir Christenleut habn jetzund Freud van Kaspar Füger uit 1592. Bach gebruikte die lied ook in het derde deel van het Weihnachtsoratorium.